# McDonald’s Burnie International 2011
Das McDonald’s Burnie International 2011 war ein Tennisturnier des ITF Women’s Circuit 2011 für Damen und ein Tennisturnier der ATP Challenger Tour 2011 für Herren in Burnie. Die Turniere fanden parallel vom 31. Januar bis 6. Februar 2011 statt.